# Prince Olav Harbour

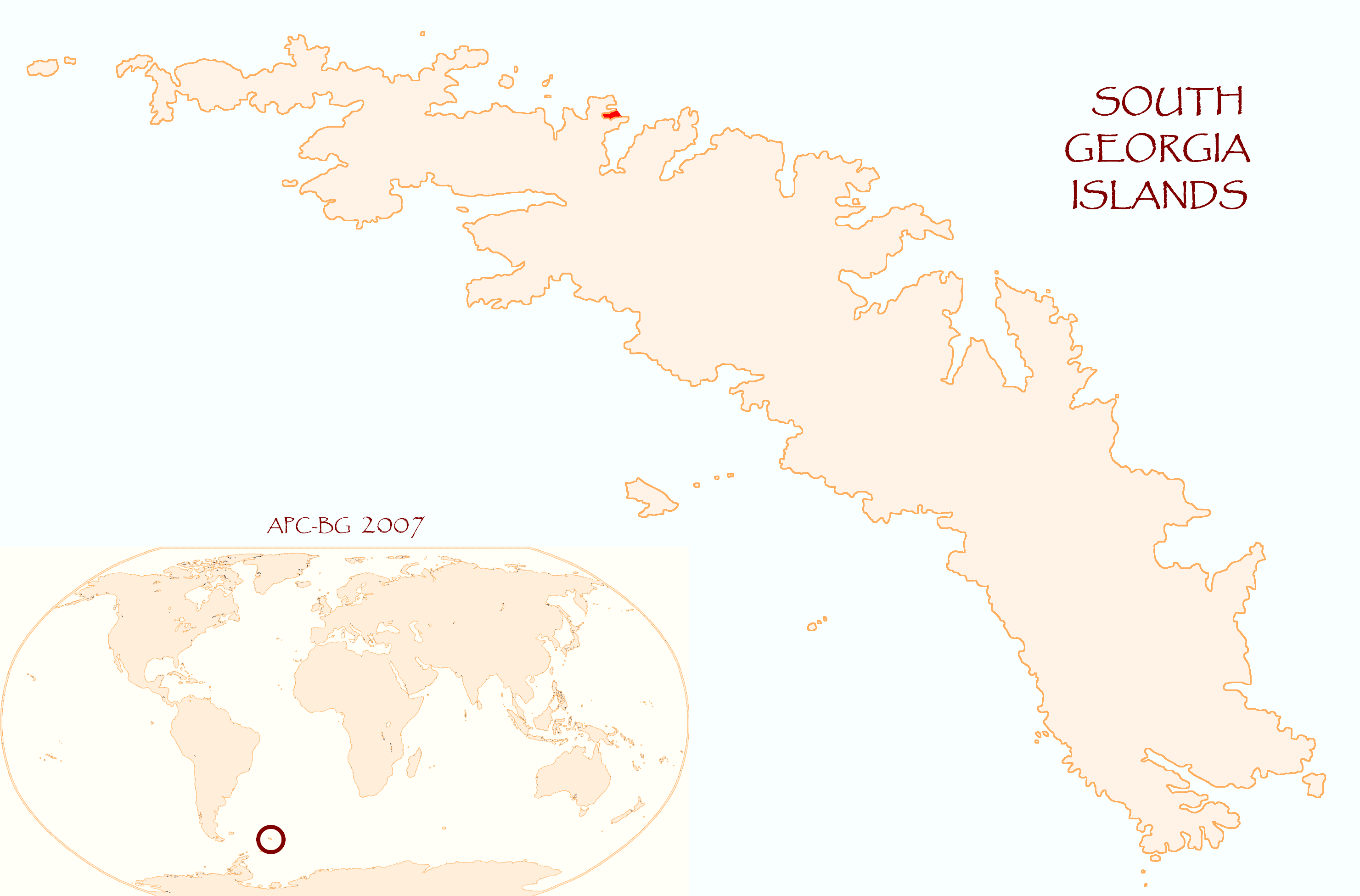
Prince Olav Harbour

Prince Olav Harbour (anglais signifiant Port Prince Olav) est une ancienne station baleinière située dans une baie de la côte nord de la Géorgie du Sud.
Le Brutus était un navire qui fut placé en cale sèche afin de servir de réserve d'avitaillement. Le navire était issu des chantiers navals de Glasgow en 1883 et pesait 1 700 tonnes. À l'origine, il naviguait sous le nom de « Sierra Pedrosa » en provenance du Cap. L'île Brutus, qui se trouve dans la baie Cook, porte le nom de ce navire.
Au XIXe siècle, la Géorgie du Sud était essentiellement connue pour sa chasse aux phoques avant d'orienter, au XXe siècle, son activité vers la chasse à la baleine. Prince Olav Harbour comptait parmi les sept plus grandes stations baleinières de l'île. Prince Olav Harbour affichait une activité baleinière dès 1911 avec une installation norvégienne. Localisée dans la baie, la station était d'abord maritime avant de devenir une installation au sol en 1916. La station a poursuivi ses activités terrestres jusqu'à sa fermeture, en mars 1931. Son nom, choisi dès 1912 par les baleiniers, est une référence donnée en l'honneur du prince héritier Olav de Norvège.